# Infaillibilité de l'Église
Au sein du christianisme, l'infaillibilité de l'Église est une croyance que le Saint-Esprit protège l'Église d'erreurs qui corrompraient ses doctrines essentielles. Cette croyance est reliée, mais n'est pas la même, que l’indéfectibilité de l'Église qui est la croyance que l'Église est indéfectible, c'est-à-dire qu'elle demeure et demeurera l'institution du salut fondée par Jésus-Christ jusqu'à la fin du monde.

## Église catholique
La garantie de l'inerrance dans la transmission de la révélation divine est promise aux apôtres et aux Écritures dans lesquelles ils consignent le message, en raison de la dévolution de l'autorité dont ils sont les bénéficiaires et du don de l'Esprit Saint promis et reçu. Ce charisme de vérité est promis à toute l'Église, mais le collège des apôtres est chargé directement de l'authenticité de la transmission de la foi, et le rôle de Pierre est fortement souligné, en tant qu'il est pierre de fondation de l'Église.
L'Église considère que, puisque les conciles œcuméniques rassemblent les successeurs des apôtres de toute la terre, puisque ceux-ci représentent toute cette Église à laquelle le Christ avait dévolu son autorité, alors ils ne peuvent se tromper en matière doctrinale, en particulier lorsqu'ils entendent porter un jugement irrévocable. L'infaillibilité des conciles s'imposera progressivement avec le temps : en constatant qu'ils n'ont pas erré, on en déduira qu'ils ne peuvent pas errer. Il en sera de même pour le constat « l'Église de Rome n'a jamais erré », qui deviendra l'adage « l'Église de Rome ne peut pas errer ».
Selon Thomas d'Aquin, l'inerrance de l'Église est supposée en vertu de Jn 16,13 : « Quand viendra l'Esprit de vérité, il vous enseignera toute la vérité. » Cette vérité est transmise dans la formule concentrée appelée Symbole.
Selon Guido Terrena (théologien du XIVe siècle), puisqu'il n'est pas permis de douter au sujet des points que l'Église détermine comme à croire de foi, alors l'autorité de l'Église doit être certaine et infaillible à leur sujet.
L'Église est infaillible lorsque son enseignement porte sur des définitions dogmatiques. La constitution Dei Filius du concile Vatican I stipule que l'on « doit croire de foi divine et catholique tout ce qui est contenu dans la parole de Dieu, écrite ou transmise par la tradition, et que l'Église propose à croire comme divinement révélé, soit par un jugement solennel, soit par son magistère ordinaire et universel ».

## Fondamentalisme chrétien
Les églises évangéliques fondamentalistes croient que la principale méthode d’étude biblique est l’interprétation littérale, et que l’interprétation de ces dernières sur des versets est infaillible et ne peut donc pas être discutée  ,.